# 保羅·瓦安那斯·古利法
保羅·瓦安那斯·古利法（英語：Paul Ranous Greever；1891年9月28日—1943年2月16日），是一位美國民主黨的政治人物，曾在1935年至1939年期間擔任美國眾議院懷俄明州單一國會選區代表眾議員。

## 生涯
古利法在堪薩斯州藍星出生，1917年在堪薩斯大學法律系畢業。1917年4月至1919年3月他以中尉身份於第89步兵師第三百十四塹壕迫擊砲連服役，後他在1917年晉身法律界；1921年於懷俄明州派恩布拉夫斯與科迪實習。1930至1932年，他成為科迪市長，又在1933年至1934年擔任懷俄明大學的受託人；他也從事過銀行業務。
古利法以民主黨議員身份在第七十四屆及第七十五屆美國國會服務，但在1938年的第七十六屆國會連任失敗。此後他回歸法律界，1943年因清潔獵槍意外走火身亡，葬在河岸公墓。